# Wielichowo
Wielichowo este un oraș în Polonia. În 2015 avea 1763 de locuitori.